# Carbasea sinica
Carbasea sinica är en mossdjursart som beskrevs av Liu 1982. Carbasea sinica ingår i släktet Carbasea och familjen Flustridae. Inga underarter finns listade i Catalogue of Life.